# Old State House

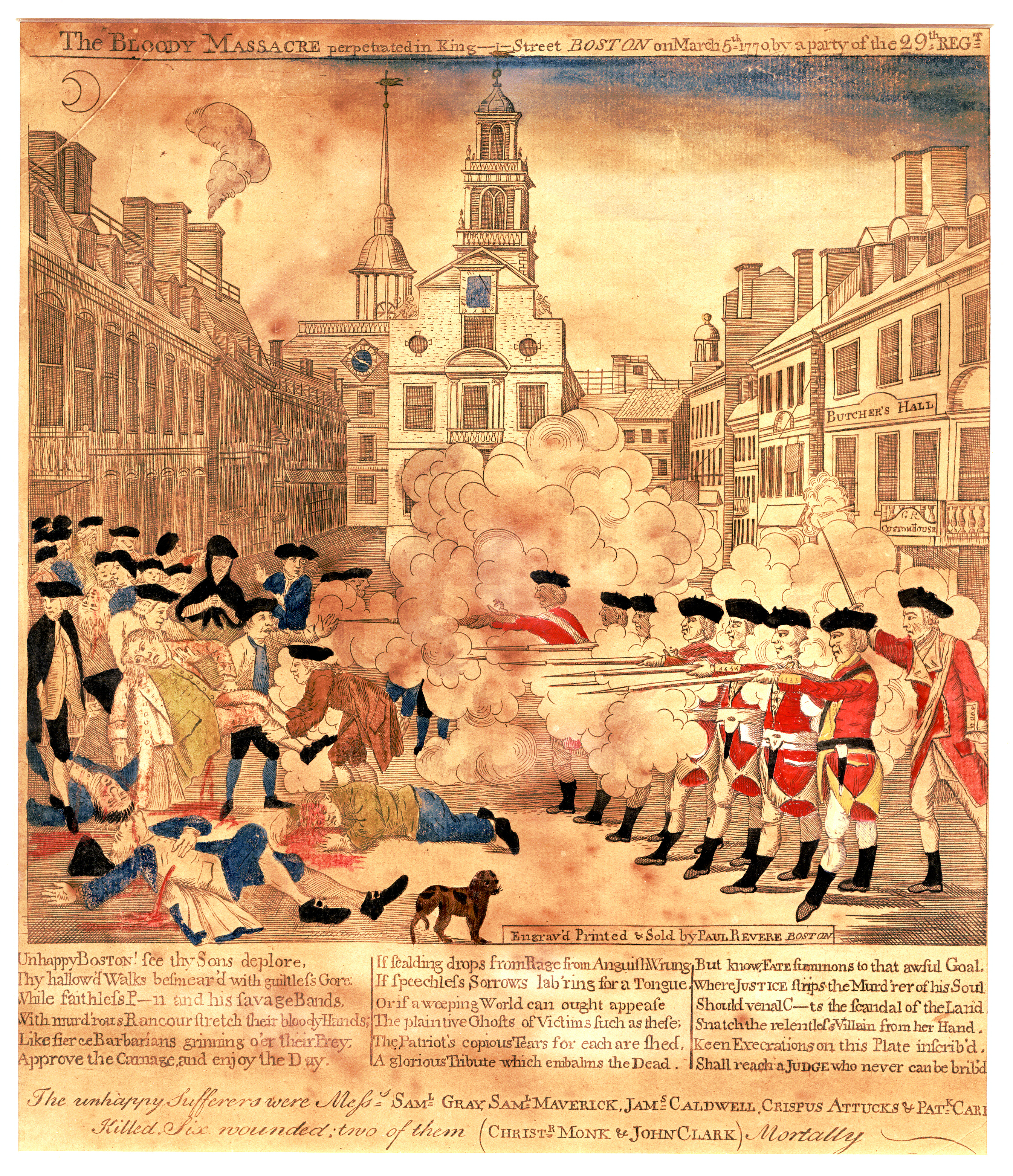
De Boston Massacre, met op de achtergrond het Old State House

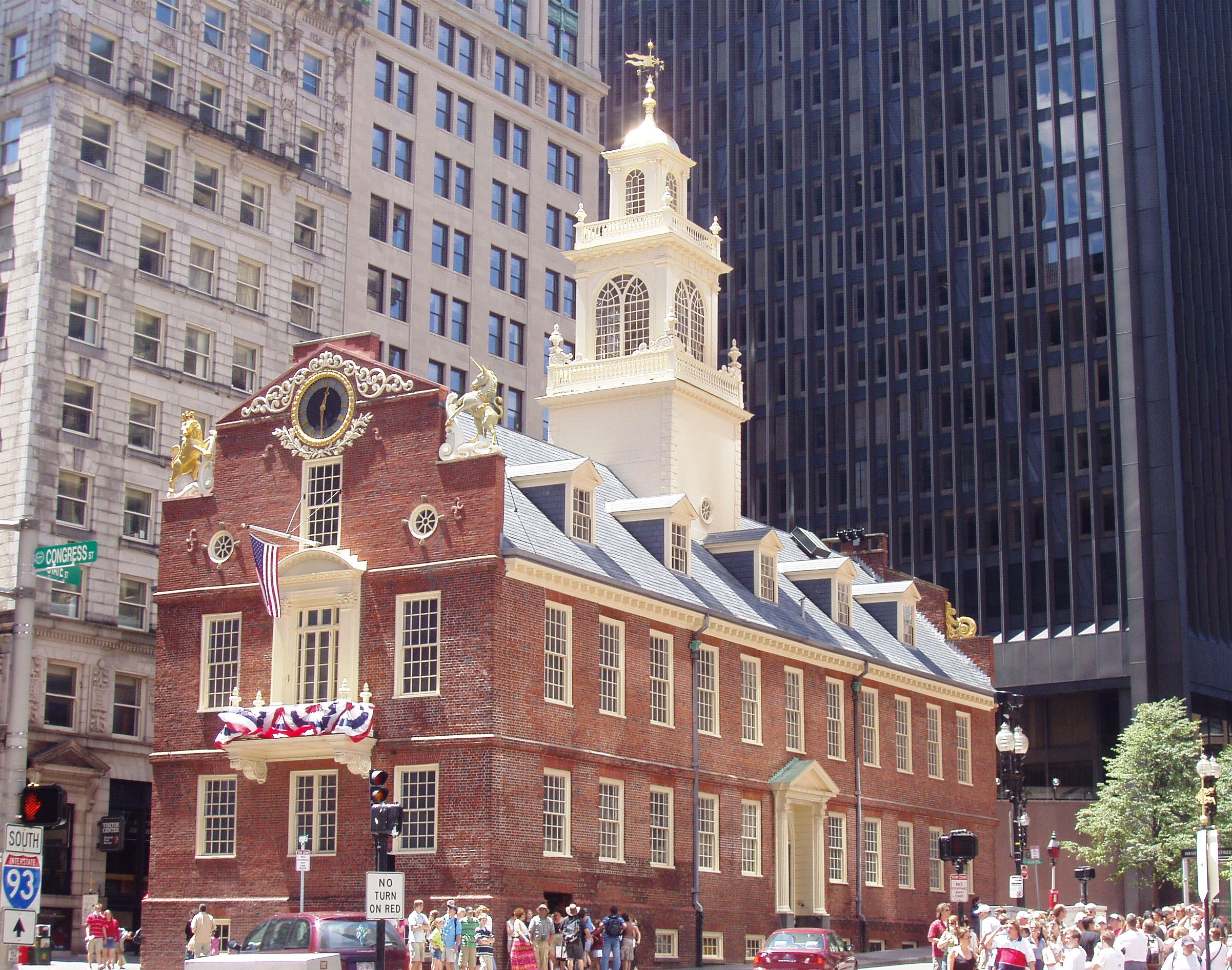
Het Old State House omringd door de flatgebouwen van het Financial District

Het Old State House is een historisch overheidsgebouw in Boston, in de Amerikaanse staat Massachusetts, op het kruispunt van Washington en State Street. Het Old State House werd gebouwd in 1713 en is het het oudste nog bestaande openbare gebouw in Boston en de zetel van de eerste democratisch gekozen regering van de Nieuwe Wereld. Het was namelijk tussen 1713 en 1776 de zetel van de Britse koloniale regering in New England. Het monument huisvest nu een historisch museum dat door The Bostonian Society wordt beheerd. Het Old State House is een van de historische monumenten langs de Freedom Trail die door Boston loopt.

## Geschiedenis
Het Old State House heeft sinds de bouw ervan in 1713 veel functies bekleed.

### Een Britse kolonie
In het Old State House huisde oorspronkelijk een Merchant’s Exchange op de eerste verdieping. Op de tweede was er aan de oostzijde de Council Chamber of the Royal Governor, terwijl er aan de westkant kamers waren voor de Courts of Suffolk County en het Massachusetts Supreme Judicial Court. In de kelders waren er opslagruimtes. Centraal in het gebouw was er plaats voorzien voor het verkozen Massachusetts Assembly.
Tussen de jaren 1713 en 1776 gebruikten de Britse kolonisten dit gebouw als zetel van de koloniale regering. De Britse Eenhoorn en Leeuw op de oostgevel van het gebouw wijzen hier nog steeds op.
Na de onafhankelijkheid kwam het gebouw in handen van de wetgevende macht van Massachusetts en werd het voor allerlei doeleinden gebruikt, zoals groentenmarkt, koopmansbeurs, vrijmetselaarsloge en stadhuis.
In 1761 was er een zaak van de Writs of Assistance tegen James Otis in de Royal Council Chamber. Alhoewel hij de zaak verloor, was zijn speech een van de gebeurtenissen die onrechtstreeks tot de Amerikaanse Revolutie heeft geleid. Tijdens deze periode, werd er een Stamp Act door het Congres geschreven in de kamer van het Massachusetts Assembly. Op 18 juli 1776, werd de onafhankelijkheidsverklaring voorgelezen vanaf het balkon aan de oostgevel. De leeuw en de eenhoorn, respectievelijk de symbolen van Engeland en Schotland, werden toen van het dak verwijderd voor vele jaren.

### Na de Amerikaanse Revolutie
Voor de verhuizing naar het huidige Massachusetts State House in 1798, diende het Old State House als de zetel van het bestuur van Massachusetts. Van 1830 tot 1841 was het het stadhuis van Boston. Daarna werd het commercieel gebruikt. In 1881 werd de buitenkant volledig hersteld in de oorspronkelijke staat.
Juist voor men het gebouw in 1881 herstelde, is er voorgesteld het gebouw steen voor steen af te breken en het in Chicago, Illinois weer op te bouwen.

### Heden
Vandaag wordt het gebouw omringd door de hoge gebouwen van Bostons financiële district. Toch kan het gebouw nog goed bezichtigd worden, vanaf een afstandje langs State Street.
De wijnkelder is een metrostation van de MBTA geworden en is gelegen op de blauwe en oranje lijnen. Dit heeft ervoor gezorgd dat het gebouw nu een belangrijk punt is geworden voor het openbaar vervoer van Boston.
Nu zijn er in het twee verdiepingen tellende gebouw memorabilia van de Bostonian Society en een video te zien. Het Old State House is ook een populaire trouwplaats geworden. Ceremonies worden dan in de Council Chamber gehouden, en vaak worden er dan ook foto’s gemaakt op het balkon dat met de zaal verbonden is.
Een cirkel in kasseien onder het balkon markeert nu ook de plaats van de Boston Massacre van 1770, toen Britse soldaten op een groep Bostonianen schoot.

## Architectuur

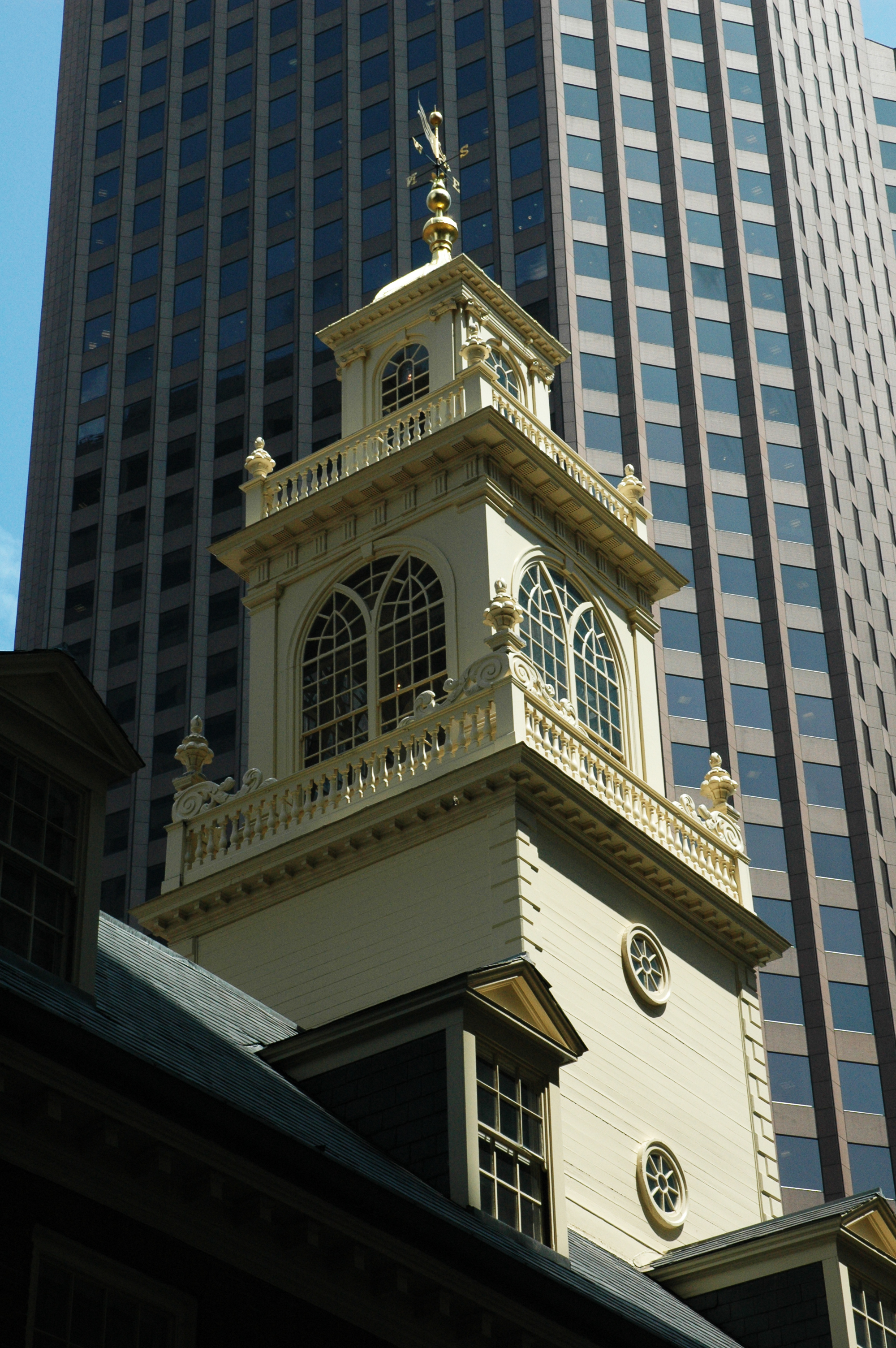
Het torentje

### Het torentje
De witte toren van het roodbakstenen gebouw is een klassiek voorbeeld van de koloniale stijl in New England. Op schilderijen en gravures uit de achttiende eeuw steekt hij nog duidelijk uit boven de skyline van Boston. Nu staat het Old State House in het midden van het Financial District waar het erg opvalt tussen de moderne gebouwen, en toch wat in het niet verdwijnt tussen de wolkenkrabbers.

### De oostgevel
De oostgevel is de gevel die het meest veranderingen heeft ondergaan. Een oude klok uit 1820 werd in 1957 verwijderd en vervangen door een 18de-eeuwse replica van een verticale zonnewijzer die hier ooit hing. Nu hangt de klok terug op zijn plaats.
Het balkon waar de Amerikaanse Onafhankelijkheidsverklaring in 1779 voorgelezen werd, is rond 1830, toen het gebouw nog stadhuis was, vergroot.
De eenhoorn en leeuw, symbolen van Engeland, die links en rechts van het dak staan, zijn replica's van de oorspronkelijke, die omvergehaald werden toen het nieuws van de onafhankelijkheid Boston bereikte.

### De westgevel
Aan de westelijke zijde van het gebouw is de grote ingang. Verder hangt er ook de gouden adelaar, symbool van de Verenigde Staten. Helemaal bovenaan de gevel is er een wapen met een lokale indiaan in het midden te zien. Rond de man staat de volgende Latijnse inscriptie: Sicillum cum et societ Mattachuset Bay in Nova Anglia.

### Replica's
Er zijn twee replica’s van het gebouw in Massachusetts. Het ene is de Town Hall van Weymouth, gelegen aan Middle Street, zo’n halve kilometer van de geboorteplaats van Abigail Adams.
De andere replica bevindt zich in Milton, net buiten Boston. Het is de State House residence hall op de campus van Curry College in Milton.
Dan is er ook nog de façade van het Davenport College van Yale University, die geïnspireerd was op het Old State House.

## Fotogalerij

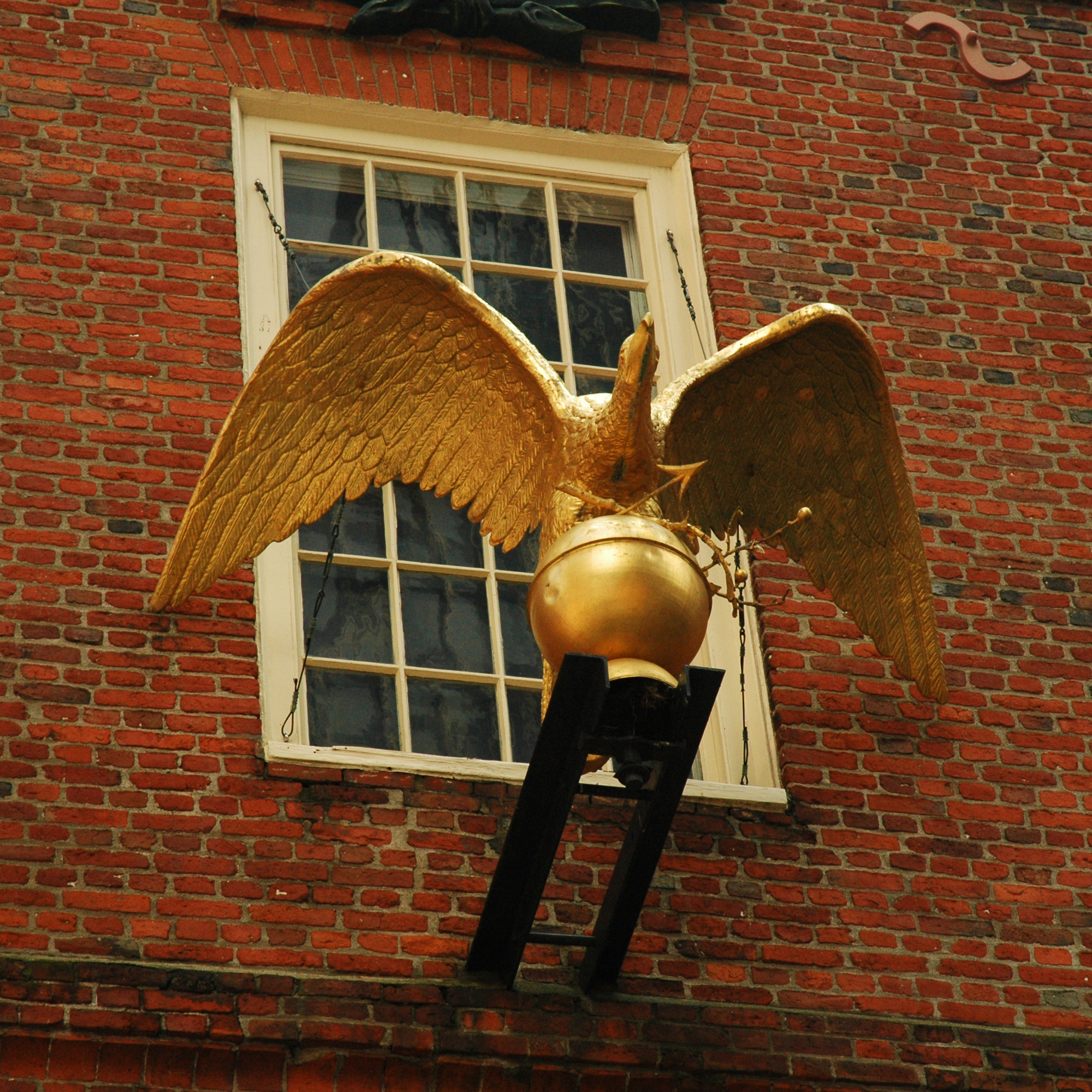
De adelaar aan de westgevel
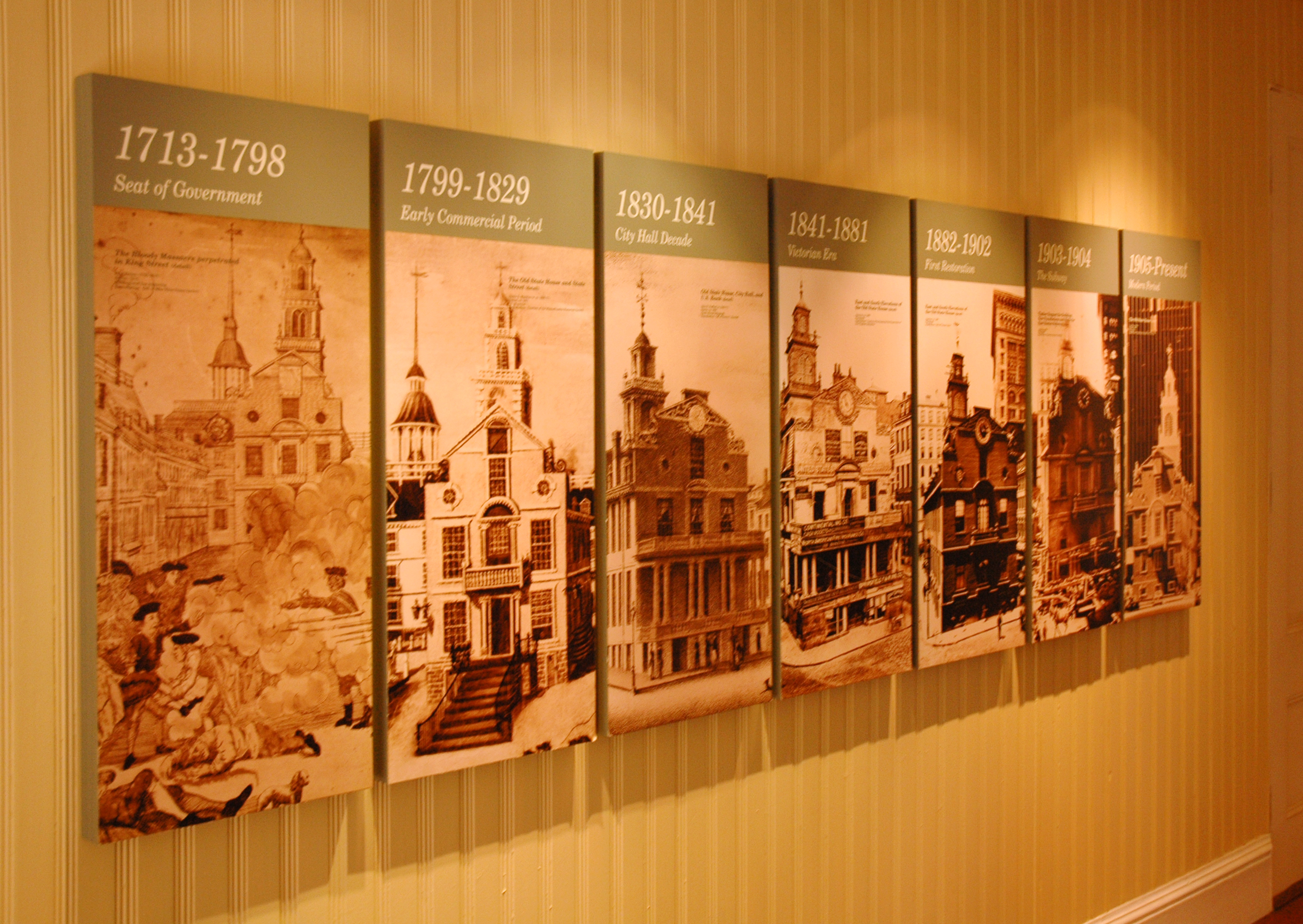
Tentoonstellingsruimte binnenin
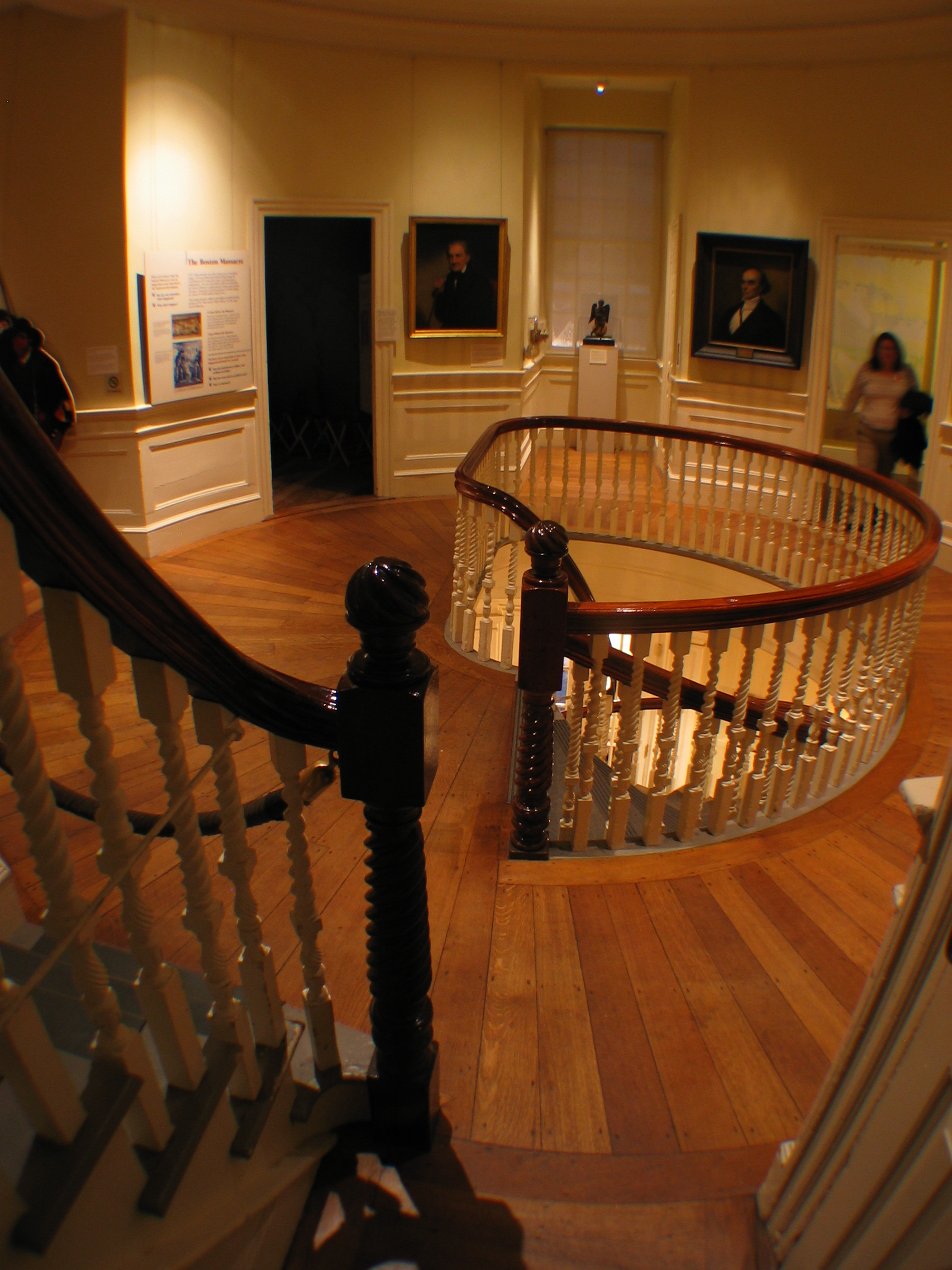
Het interieur met centraal de gebogen trap
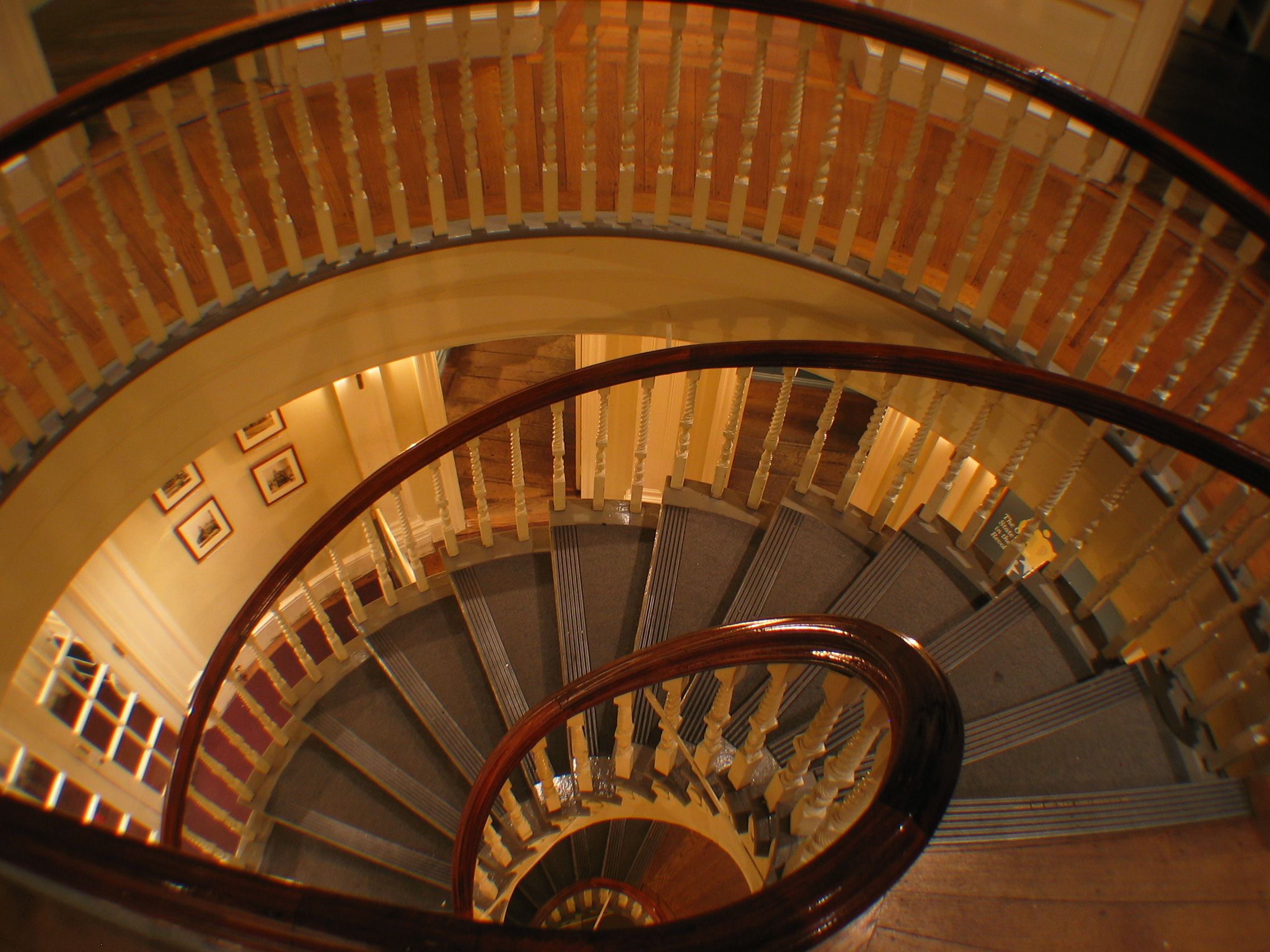
De trap
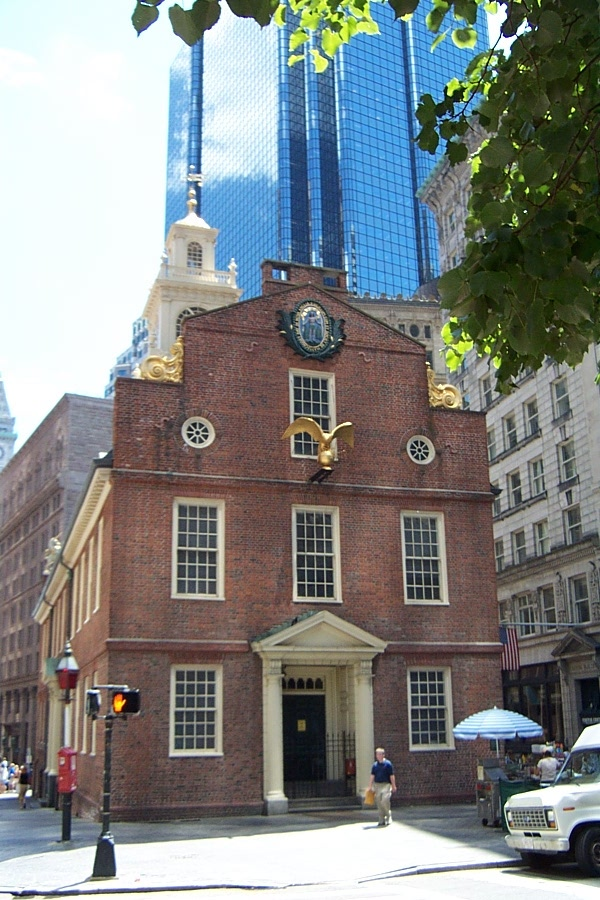
Westgevel